# Gare de Vertou
La gare de Vertou est une gare ferroviaire française de la ligne de Nantes-Orléans à Saintes située sur le territoire de la commune de Vertou, dans le département de la Loire-Atlantique, en région Pays de la Loire.
C'est une gare de la Société nationale des chemins de fer français (SNCF), desservie par des trains express régionaux TER Pays de la Loire et notamment par le tram-train depuis le 15 juin 2011.

## Situation ferroviaire
Établie à 32 mètres d'altitude, la gare de Vertou est située au point kilométrique (PK) 6,921 de la ligne de Nantes-Orléans à Saintes, entre les gares ouvertes de Saint-Sébastien-Frêne-Rond et La Haie-Fouassière. Elle est séparée de cette dernière par celle aujourd’hui fermée de La Chevrue.

## Histoire

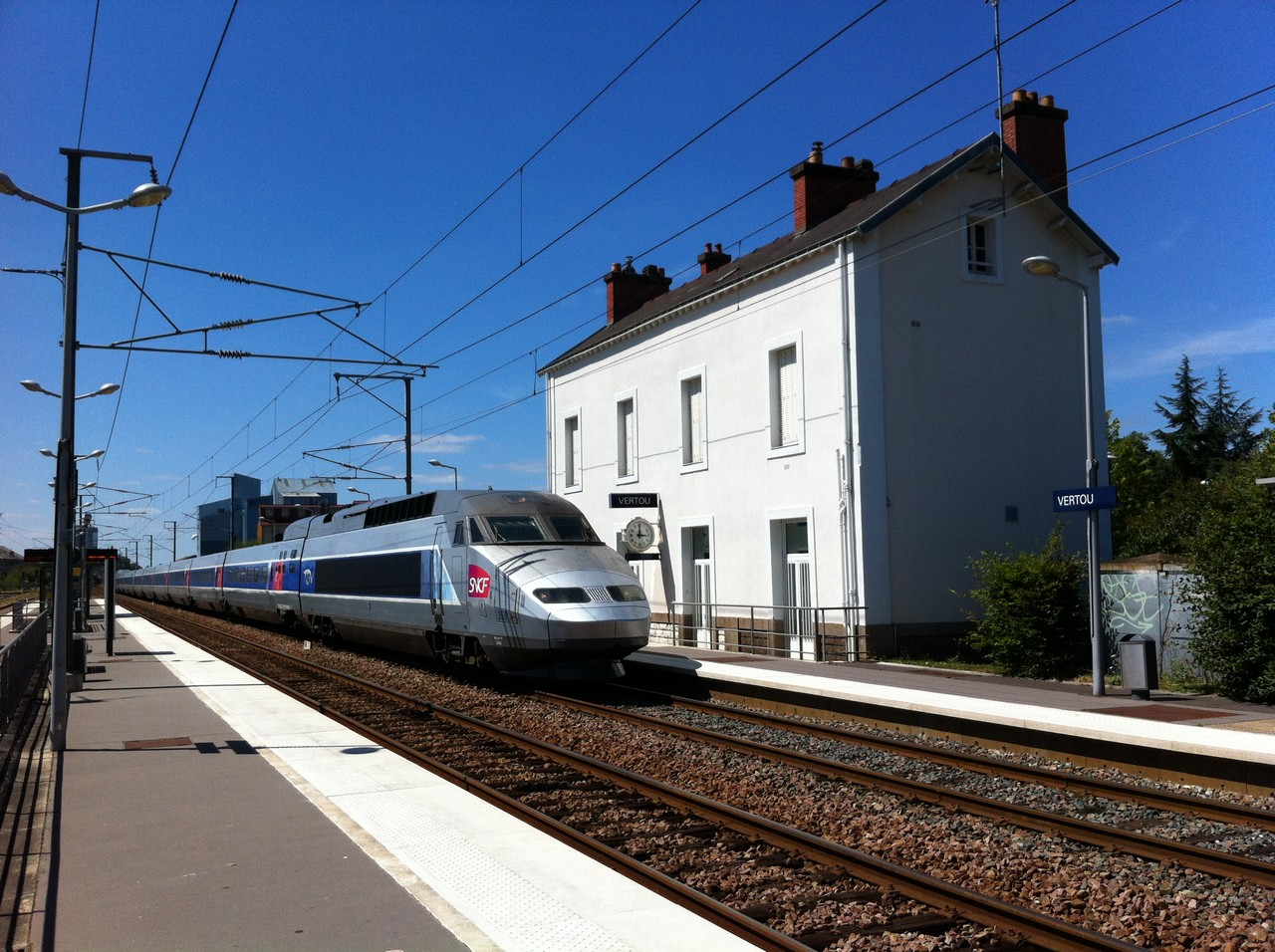
Un TGV Atlantique en provenance de Paris et à destination des Sables-d'Olonne traverse la gare de Vertou.

Depuis décembre 2008 elle bénéficie des travaux d'électrification du tronçon Nantes-La Roche-sur-Yon-Les Sables-d'Olonne. Le 15 juin 2011, le tram-train Nantes - Clisson a effectué son parcours inaugural avant de commencer son service par trois aller-retour quotidiens, ainsi que cinq trajets limités à la liaison Nantes - Vertou, qui viennent s'ajouter à la desserte des TER. Depuis le 5 juillet 2015, grâce à la mise en service du terminus technique de Clisson, il n'y a plus que les trams-trains qui s'y arrêtent, grâce à une augmentation du nombre de trajets,.

## Services des voyageurs

### Accueil
Gare SNCF, elle dispose d'un bâtiment voyageurs fermé. Elle est équipée d'automates pour l'achat de titres de transport TER.

### Desserte
Vertou est desservie par tous les tram-trains du TER Pays de la Loire circulant entre Nantes et Clisson.

### Intermodalité
Un parc pour les vélos et un parking pour les véhicules sont aménagés.

## Service des marchandises
Cette gare est ouverte au service du fret.